# Hrabstwo Koochiching

Piramida wieku hrabstwa

Hrabstwo Koochiching ze stolicą w International Falls znajduje się w północnej części stanu Minnesota, USA. Według danych z roku 2000 zamieszkuje je 14 355 mieszkańców, z czego 96,12% stanowią biali.

## Warunki naturalne
Hrabstwo zajmuje obszar 8170 km² (3154 mi²), z czego 8035 km² (3102 mi²) to lądy, a 135 km² (52 mi²) wody. Graniczy z 4 innymi hrabstwami:
- Hrabstwo Lake of the Woods (północny zachód)
- Hrabstwo Beltrami (południowy zachód)
- Hrabstwo Itasca (południe)
- Hrabstwo St. Louis (wschód)

### Główne szlaki drogowe
| - U.S. Highway 53 - U.S. Highway 71 - Minnesota State Highway 1 - Minnesota State Highway 6 - Minnesota State Highway 11 | - Minnesota State Highway 46 - Minnesota State Highway 65 - Minnesota State Highway 217 - Minnesota State Highway 332 |

## Demografia
Według spisu z 2000 roku hrabstwo zamieszkuje 14 355 osób, które tworzą 6040 gospodarstw domowych oraz 3962 rodzin. Gęstość zaludnienia wynosi 1,78 osoby/km². Na terenie hrabstwa jest 7719 budynków mieszkalnych o częstości występowania wynoszącej 1 budynki/km². Hrabstwo zamieszkuje 96,12% ludności białej, 0,19% ludności czarnej, 2,15% rdzennych mieszkańców Ameryki, 0,17% Azjatów, 0,06% mieszkańców Pacyfiku, 0,08% ludności innej rasy oraz 1,23% ludności wywodzącej się z dwóch lub więcej ras, 0,56% ludności to Hiszpanie, Latynosi lub inni. Pochodzenia norweskiego jest 21,2% mieszkańców, 19,8% niemieckiego, 12,3% szwedzkiego, a 7% irlandzkiego.
W hrabstwie znajduje się 6400 gospodarstw domowych, w których 28,4% stanowią dzieci poniżej 18. roku życia mieszkający z rodzicami, 53,3% małżeństwa mieszkające wspólnie, 8,5% stanowią samotne matki oraz 34,4% to osoby nie posiadające rodziny. 30,4% wszystkich gospodarstw domowych składa się z jednej osoby oraz 14,5% żyję samotnie i jest powyżej 65. roku życia. Średnia wielkość gospodarstwa domowego wynosi 2,33 osoby, a rodziny 2,88 osoby.
Przedział wiekowy populacji hrabstwa kształtuje się następująco: 23,9% osób poniżej 18. roku życia, 6,4% pomiędzy 18. a 24. rokiem życia, 25,8% pomiędzy 25. a 44. rokiem życia, 26% pomiędzy 45. a 64. rokiem życia oraz 18% osób powyżej 65. roku życia. Średni wiek populacji wynosi 42 lat. Na każde 100 kobiet przypada 98,5 mężczyzn. Na każde 100 kobiet powyżej 18. roku życia przypada 95,2 mężczyzn.
Średni dochód dla gospodarstwa domowego wynosi 36 262 dolarów, a średni dochód dla rodziny wynosi 43 608 dolarów. Mężczyźni osiągają średni dochód w wysokości 40 642 dolarów, a kobiety 22 261 dolarów. Średni dochód na osobę w hrabstwie wynosi 19 167 dolarów. Około 8,4% rodzin oraz 12,1% ludności żyje poniżej minimum socjalnego, z tego 16,1% poniżej 18 roku życia oraz 13,4% powyżej 65. roku życia.

## Miasta
- Big Falls
- International Falls
- Littlefork
- Mizpah
- Northome
- Ranier